# Wesele Cove
Die Wesele Cove (polnisch Zatoka Wesele) ist eine Bucht an der Südküste von King George Island im Archipel der Südlichen Shetlandinseln. Sie liegt zwischen dem Boy Point und dem Low Head.
Teilnehmer einer polnischen Antarktisexpedition benannten sie 1980 nach dem Theaterstück Wesele (polnisch für Hochzeit) des polnischen Dramaturgen Stanisław Wyspiański (1869–1907). Das UK Antarctic Place-Names Committee übertrug die polnische Benennung 1984 in einer Teilübersetzung ins Englische.